# Tigalate
Tigalate es un barrio del municipio de Villa de Mazo en la isla de La Palma (Provincia de Santa Cruz de Tenerife) Está situado en el sur del municipio, entre los barrios de Tiguerorte, al norte y de Montes de Luna al sur.
Éste barrio conserva el nombre del antiguo Cantón prehispánico de Tigalate, que abarcaba todo el municipio actual de Mazo.

## Demografía
| 2000 | 2001 | 2002 | 2003 | 2004 | 2005 | 2006 | 2007 | 2008 | 2009 | 2010 |
| ---- | ---- | ---- | ---- | ---- | ---- | ---- | ---- | ---- | ---- | ---- |
| 550  | 542  | 545  | 549  | 530  | 513  | 531  | 443  | 426  | 419  | 444  |